# Eutrofització

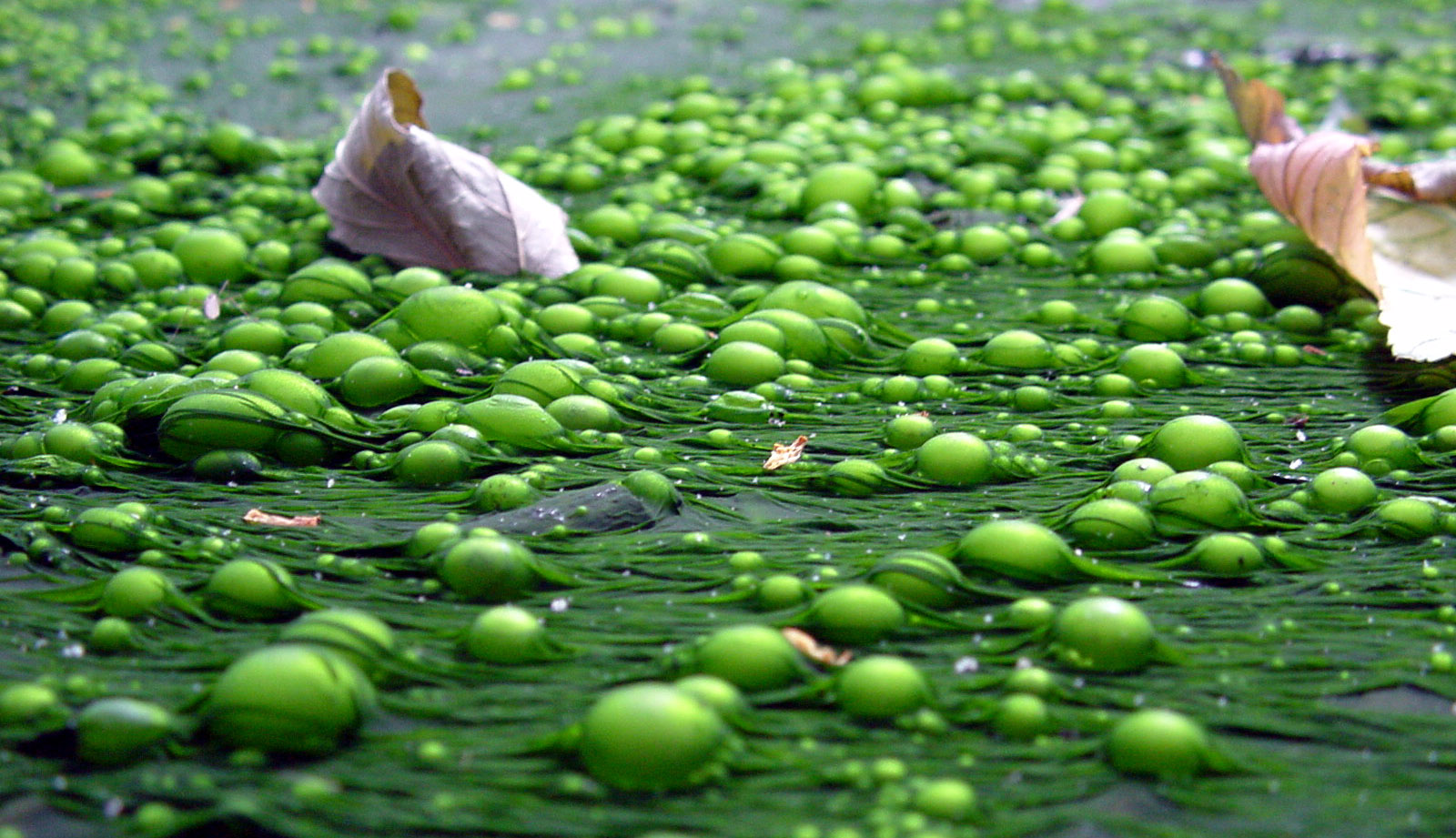
Amb la calor i la contaminació un llac com aquest queda cobert d'algues i bacteris amb emissió de gas en bombolles durant un parell de setmanes

L'eutrofització (del grec: eutrophia (combinació de eu "ben" i trephein "nodrit") que es pot traduir com saludable, nutrició adequada, desenvolupament) és un fenomen causat per l'acumulació de nutrients en un ecosistema com ara un llac o una bassa.
L'increment de la concentració de nutrients pot ser degut a diversos motius, essent els abocaments incontrolats d'aigües residuals urbanes i industrials i d'aigües que han estat utilitzades en l'agricultura (que contenen fertilitzants) els més perjudicials per a l'ecosistema aquàtic, ja que aporten una gran quantitat de nitrogen i fòsfor al medi i, d'aquesta manera, provoquen el seu desequilibri. També es afectat pel procés de fabricació d'algun dels productes que consumim. Entre els efectes negatius de l'eutrofització hi ha la hipòxia ambiental i l'escassetat d'oxigen en l'aigua.
Amb l'augment de nutrients els organismes fotosintètics proliferen i això fa augmentar la quantitat d'oxigen dissolt a l'aigua (hiperòxia), fet que implica el creixement del nombre d'éssers vius. A mesura que augmenta el nombre d'éssers vius, es va reduint l'oxigen, ja que tots el necessiten per respirar. A més, el volum de nutrients disponibles també disminueix i gran part dels éssers vius moren a causa de l'empobriment del medi. Tota la biomassa que ha crescut en aquestes condicions acaba morint i sedimentant en l'hipolimni. Es consumeix tant oxigen dissolt en aigua per a poder descompondre aquesta matèria orgànica que, fins i tot, pot arribar a esgotar-se. En un ecosistema eutrofitzat solen quedar-hi només els organismes descomponedors, que al descompondre la matèria orgànica de l'aigua desprenen metà, àcid sulfúric i altres substàncies que poden arribar a ser tòxiques. També alliberen sofre, que tenyeix l'aigua de color verd. Els casos més coneguts d'eutrofització són les famoses marees roges (uns grans augments de la població de plàncton, que en gran part són conseqüència de l'abocament de residus al mar).
Un bon indici per a saber si un sistema està eutrofitzat és observar el color dels sediments del fons del llac. Els sediments dels llacs oligotròfics són clars i contenen gran varietat de formes de vida, mentre que en el cas dels llacs eutròfics el sulfat de ferro i la matèria orgànica sense oxidar els donen un color fosc, i únicament poden viure algunes espècies adaptades a les condicions anaeròbies o anòxiques. A l'Estat espanyol gairebé un 45% dels 800 embassaments que hi ha tenen un cert grau d'eutrofització. Al País valencià només l'embassament de Beniarrés es considera totalment eutrofitzat.
Exemples d'algues que proliferen en aigües eutròfiques són les clamidomones, unes algues verdes unicel·lulars i la flor d'aigua, una massa flotant d'algues microscòpiques, bàsicament esquizofícies (Microcystis, Oscillatoria, Anabaena, etc.), que formen, a l'estiu, capes mucilaginoses, d'una olor desagradable.

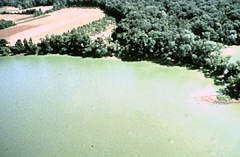
Eutrofització al riu Potomac amb creixement de cianobacteris.

## Química de l'eutrofització
Com ja hem dit anteriorment, l'eutrofització de l'aigua ve causada per grans quantitats de nutrients; és a dir, és la suma dels efectes d'un excessiu creixement del fitoplàncton. Una de les causes principals d'aquest fet és la influència de l'activitat humana. Gràcies a aquesta els nivells de nitrogen, fòsfor i d'altres nutrients són acumulats i augmenten exponencialment a les aigües superficials, causant efectes negatius sobre l'ecosistema aquàtic.
El procés d'eutrofització és causat per l'atrofia de les algues presents a l'aigua, el bioplasma de les quals es troba compost per energia solar i substàncies inorgàniques a través de la fotosíntesi, per això el procés en si es descriu a partir de la següent reacció:
106 CO₂ + NO₃- + HPO₄2- + 122 H₂O + 18 H+→ C106H263O110N16P (bioplasma de l'alga) + 138 O₂
Per tant, tal com veiem en aquesta recció, podem dir que el nitrogen inorgànic i el fòsfor són els factor que més controlen aquest procés.

### Com es mesura l'eutrofització
Com ja sabem, el nitrogen i el fòsfor són dos factors que influencien directament al procés d'eutrofització. Per això, com fins ara no hi ha uns criteris fixes per avaluar i quantificar aquest procés a les aigües, aquests esdevenen dos dels paràmetres que avaluaran el nivell de eutrofització del medi. Es mesuren i controlen a partir dels següents criteris:
1. TNI: Índex de la quantitat total de N present en l'ambient a estudiar. Aquest es calcula a partir de la següent formula: On TNIj és la suma dels índexs de tots els nutrients que presenten nitrogen, Wj és la proporció del nutrient j respecte el total de nutrients i rij és la relació de clorofil·la amb els altres paràmetres.
2. TN
3. TP

Diferents estudis a diferents medis aquàtics han arribat a la conclusió de que l'eutrofització succeeix quan la concentració de nitrogen supera els 300 µg/L i la del fòsfor els 20 µg/L.

### Control de nitrogen i fòsfor
El fòsfor esdevé una eina per controlar el creixement d'algues i de la biomassa en aigües superficials. A més, controlar la quantitat de fòsfor present és molt menys costós que controlar el nitrogen, ja que la fixació de nitrogen gas pot proporcionar algues amb nitrogen làbil. Per això, els llacs que siguin deficients en nitrogen, a la llarga, acabaran acumulant-lo fent així limitar i disminuir la quantitat de fòsfor present.
Pel que fa al control de fòsfor, la càrrega d'aquest de l'aigua es redueixi prou per a induir i sostenir estable la quantitat de algues presents. Quan les fonts d'aquest són suficientment estables com per ser mesurades no hi ha prou com per reduir la biomassa de les algues. Per això arribem a un equilibri entre el nitrogen i el fòsfor que evita l'eutrofització.
Pel que fa al control del nitrogen i la seva limitació el que es fa és llençar el nitrogen indiscriminadament de una zona de l'aigua a una altra a través d'una xarxa de drenatge estimulant així el creixement de les algues en zones pobres i el decreixement en zones riques. D'aquesta forma fem més estable el contingut en nitrogen i evitem l'eutrofització.

## Factors que influeixen en l'eutrofització de l'aigua
L'excés de nitrogen i fòsfor és la condició més important perquè es produeixi l'eutrofització, però no l'única. Els factors que afecten en el procés d'eutrofització són:
Excés de nutrients
L'augment de les concentracions de N i P en l'aigua és el principal causant de l'eutrofització. La fórmula química del bioplasma de les algues (basada en la seva composició) és C106H263O110N16P. Com es dedueix de la fórmula, el N i el P són els dos elements que estan en menor proporció, especialment el P que és el principal factor limitant en el control del creixement d'algues. S'ha observat que un 80% de l'eutrofització en llacs i reservoris està controlada pel P, un 10% pel N i l'altre 10% per altres factors.
En aquest sentit, la relació de Redfield (relació Si:N:P) és un indicador molt important de quin element és el que limita l'eutrofització. Quan tenim un ecosistema amb un nivell suficient de nutrients, la relació és de 16:16:1. Si la relació entre N i P és 16:1, el factor limitant és el P i, si la relació és menor, ho és el N. També s'ha observat que el P és el factor limitant en la majoria d'ecosistemes d'aigua dolça, mentre que el N és el factor limitant en ecosistemes marins.
La composició química és un factor molt important que afecta a l'abundància i la composició del fitoplàncton. El creixement del fitoplàncton està influenciat per la concentració de silicat dissolt en aigua i per la seva relació amb el nitrat present. Si aquesta relació baixa, es redueix el creixement de diatomees (unes algues beneficioses pels ecosistemes aquàtics) i s'afavoreix el creixement d'algues perilloses i nocives.
Hidrodinamisme
Les pertorbacions de l'aigua poden afectar el creixement de determinats tipus d'algues que causen l'eutrofització. En aigües poc profundes la pertorbació de l'aigua produeix l'alliberament de més P per part dels sediments. En sistemes d'aigua amb més profunditat, els efectes hidrodinàmics són poc presents en les capes més superficials i gairebé no afecten a la qualitat de l'aigua, no obstant, en les capes més profundes, provoquen l'augment de sòlids en suspensió que porta a la resuspensió de part dels sediments amb el conseqüent augment de nutrients.
Factors ambientals
Els principals factors ambientals que es relacionen amb l'eutrofització són:
- Temperatura i salinitat: són dos dels principals factors que afecten al creixement d'algues. Les condicions adequades perquè es produeixi la proliferació d'algues són un fort increment de la temperatura i una forta disminució de la salinitat en molt poc temps. La salinitat està molt influenciada per la presència de nutrients, de manera que es veu afectada negativament per NO₃- i PO₄3-, positivament per NH₄+ i no es veu afectada per NO₂-.
- Nivell de CO₂: el principal efecte del CO₂ és que es converteix en limitant de la fotosíntesi per al fitoplàncton, controlant així el creixement d'aquests organismes.
- Llum: té un paper molt important en el creixement de la flora aquàtica. S'ha observat un increment en el creixement d'algues coincidint amb un increment de la il·luminació. La proliferació d'algues provoca que la llum s'absorbeixi en les capes més superficials de l'aigua i n'arribi molt poca a les aigües més profundes. Això provoca que no hi hagi l'oxigen necessari per a la descomposició dels sediments.
- Altres factors ambientals són el pH o l'oxigen dissolt: el pH és un factor limitant en el creixement de les plantes. Està directament relacionat amb la disponibilitat de nutrients, ja que determina els estats d'oxidació de moltes espècies presents en l'aigua i, per tant, la possibilitat de ser absorbits i utilitzats pels organismes presents. Per la seva part, l'oxigen dissolt està lligat al contingut de fitoplàncton d'un determinat ecosistema aquàtic.

Activitat microbiana i biodiversitat
L'activitat microbiana és el factor que indueix la proliferació d'algues. La quantitat de matèria orgànica que conté un medi aquàtic és el que determina la quantitat de biomassa microbiana que hi és present. La descomposició d'aquesta matèria orgànica produeix nutrients i substàncies orgàniques que poden ser nocives per determinats tipus d'algues, però que causen la proliferació d'unes altres produint l'eutrofització.

## Nocivitat de l'eutrofització
A l'hora de parlar de la nocivitat, hem de tenir clar que l'eutrofització es un procés el qual pot descompondre l'equilibri intrínsec de l'ecosistema de l'aigua i conduir al dany d'aquest i la degeneració gradual de les seves funcions.
Òbviament afecta directament a la qualitat de l'aigua. Per tant, la poca llum que entri a l'aigua afectarà a la fotosíntesi de la plantes debilitant-la o, fins i tot, aturant-la.
També pot causar la manca d'oxigen dissolt en l'aigua que pot ser perillosa pels animals aquàtics i provocar la mort d'alguns d'ells.
Per tant, podem afirmar que la principal causa de l'eutrofització és la contaminació química on hi ha diferents tipus:
1. La contaminació de sòls i aigües subterrànies. Això pot ser degut a fertilitzants d'origen industrial o extractiu, per excrements d'animals o producció de bestiar, aus, peixos, etc. Tot això aporta nitrogen (en forma de nitrats o amoni) i fòsfors (en forma de fosfats). També aporten altres cations com Mg2+, K+, etc.
2. La contaminació a causa de residus forestals. Això provoca l'augment de matèria orgànica dissolta que afavoreix la proliferació d'algunes algues i altera la transparència de l'aigua.
3. La contaminació atmosfèrica produïda pels òxids de nitrogen (NOx) i òxids de sofre (SOx). Aquests òxids al reaccionar amb l'aigua formen l'ió nitrat (NO₃-) i l'ió sulfat (SO₄2-) que després formen les respectives sals. Aquestes sals aniran a parar a aqüífers i rius provocant la seva contaminació. La massiva incorporació de nutrients donarà lloc a la eutrofització que afectarà a llacs, rius, embassaments i altres aigües superficials.
4. La contaminació urbana produïda pels efluents urbans. Aquest tipus de contaminació aporta residus inorgànics i orgànics.

## Influència als ecosistemes

### Llacs i rius
L'eutrofització pot tenir causa humana o ser natural. L'afluència de les aigües residuals i l'arribada de part dels fertilitzants usats en agricultura són exemples d'eutrofització per causa humana. Tanmateix pot ocórrer de manera natural en situacions on s'acumulen els nutrients (per exemple mediambients deposicionals) o per lux dins de sistemes de base efímera. L'eutrofització generalment promou un creixement excessiu de plantes i la seva descomposició, afavorint les algues senzilles i el plàncton en detriment de les plantes més complexes i causa una reducció severa de la qualitat de l'aigua. Entre els problemes que causa hi ha la reducció de l'oxigen que necessiten els peixos per sobreviure. L'aigua esdevé tèrbola, típicament acolorida de color verd, groc, marró o vermell. També fa disminuir el valor de rius, llacs i estuaris per a usos recreatius, de pesca i gaudi estètic. Hi pot haver problemes per la salut relacionats amb l'ús i tractament d'aquesta aigua per a beure.
L'eutrofització està reconeguda com un problema de contaminació als llacs i embassaments d'Europa i Amèrica del Nord des de la meitat del segle xx. Des d'aleshores s'ha estès encara més. Les investigacions mostren que el 54% dels llacs d'Àsia són utròfics; a Europa el 53%; a Amèrica del Nord 48%; a Amèrica del Sud 41%; i a l'Àfrica el 28%.
La magnitud de l'eutrofització va arribar al seu punt més alt quan l'any 1960, el Llac Erie, el més petit dels Grans Llacs d'Amèrica del Nord, va passar a ser considerat un llac mort.
Encara que normalment la causa és l'activitat humana pot ser també un procés natural particularment en els llacs. Alguns llacs experimenten el procés invers a l'eutrofització que s'anomena meiotrofització, passant a tenir menys concentració de nutrients al llarg del temps.
L'eutrofització també pot ser un procés natural que ocorre amb la inundació de les planes sota clima tropical per exemple en la conca del riu Zambezi.
Un altre dels problemes dels sistemes lacustres és la contaminació amb substàncies davant de les quals el sistema no té mecanismes de resposta (metalls pesants, plaguicides). Generalment, els efectes són més greus i immediats en masses petites d'aigua (rius), mentre que les grans masses (llacs i embassaments) actuen com a cubetes de decantació. No obstant això, si l'aportació de contaminants és constant, els efectes s'agreugen a causa dels processos de bioconcentració, bioacumulació i biomagnificació.

### Aigües oceàniques
L'eutrofització és un fenomen comú en aigües costaneres. En contrast amb els sistemes d'aigües dolces, el nitrogen a les aigües marines, els estuaris tendeixen a ser de manera natural eutròfics per l'arribada de nutrients des dels sòls que es concentren en un canal confinat. La surgència de nutrients en els sistemes litorals també incrementa la productivitat i el creixement d'algues.
El World Resources Institute ha identificat 375 zones costaneres al món amb problemes d'hipòxia que estan concentrades a Europa occidental, les costes est i sud dels Estats Units i Àsia oriental, particularment el Japó.

### Ecosistemes terrestres
Els ecosistemes terrestres estan subjectes a impactes adversos similars als aquàtics davant l'eutrofització. L'increment de nitrats en el sòl és freqüentment no desitjable per les plantes. Moltes plantes terrestres estan amenaçades per l'eutrofització del sòl com passa en la majoria de les orquídies d'Europa. Els prats, boscos i torberes estan caracteritzats per un baix nivell de nutrient on creixen espècies de plantes de forma lenta i poden ser superades per les nitròfiles de creixement ràpid que són més competitives i més altes.
Hi ha un límit en la quantitat de nitrogen que pot ser utilitzat per les plantes; si els ecosistemes reben massa nitrogen es diu que està saturat de nitrogen i aquests ambients saturats poden contribuir a l'eutrofització de les aigües. També és el cas del fòsfor però en ser menys mòbil (soluble) que el nitrogen prové principalment de l'agricultura.

## Autodepuració
Els llacs i embassaments tenen la capacitat d'autodepurar-se. Així, la matèria orgànica que no s'oxida completament es converteix en un sediment que precipita i, com a conseqüència, elimina part del carboni de l'aigua. D'altra banda, es produeix una desnitrificació pel fet que determinats bacteris transformen els nitrats i nitrits en amoni i, finalment, en nitrogen gasós que es perd en l'atmosfera. El fosfat en excés pot precipitar en els sediments, acompanyant al calci en la regulació del pH pel sistema carbonat-hidrogencarbonat-àcid carbònic. Per tant, també és retinguda part de la concentració en els sediments. Si no es produeixen noves aportacions, el sistema s'anirà equilibrant en els cicles següents, fins que s'acabi recuperant en uns quants anys.